# Panier d'achat
Un panier d'achat est un un composant logiciel qui permet aux clients de stocker temporairement les produits qu'ils souhaitent acheter lorsqu'ils naviguent sur un site de commerce électronique. Le panier d'achat offre des fonctionnalités de base, permettant aux utilisateurs d'ajouter, de modifier et de supprimer des articles, ainsi que de calculer le montant total de leur commande avant de passer à la caisse.